# Moste, Komenda
Moste este o localitate din comuna Komenda, Slovenia, cu o populație de 1.282 de locuitori.